# Правило октета

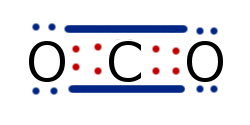
Связи в диоксиде углерода (CO_{2}) — все атомы окружены 8 электронами согласно правилу октета. Следовательно, CO_{2} является устойчивой молекулой

Правило октета (октетная теория) — предложено Г. Н. Льюисом для объяснения причин образования ковалентных химических связей. Согласно этому правилу, при образовании молекул атомы удовлетворяют свою потребность в достижении 8-электронной валентной оболочки, подобной электронной конфигурации благородных газов, за счет попарного обобществления своих валентных электронов. По своей важности это фундаментальное открытие Льюиса стоит в одном ряду с такими открытиями, как Периодический закон элементов и теория строения органических соединений. Широко распространенное мнение, что правило октета выполняется лишь в ограниченном числе случаев, так же ошибочно, как и утверждение того, что Периодический закон элементов не имеет всеобщего характера. Все примеры «невыполнения» правила октетов можно подразделить на следующие три группы:

1. Сумма валентных электронов атомов, образующих молекулу, нечётна. Пример — молекула оксида азота NO.
В данном случае сумма валентных электронов атома азота (5) и кислорода (6) равна 11, поэтому в этой молекуле атом кислорода достигает восьмиэлектронной оболочки, а атом азота — нет. В данном случае изначально невозможно достижение обоими атомами восьмиэлектронной оболочки. Стремление атома азота заполнить свою электронную оболочку объясняет химическую реакционную способность этой молекулы.
2. Молекула образуется за счет трехцентровых связей, например KI3. В этой молекуле анион иода связан с молекулой иода трехцентровой четырехэлектронной связью. Аналогичные трехцентровые, но двухэлектронные связи присутствуют в молекуле B2H6.
3. В образовании химических связей принимают участие d-орбитали. В этом случае правило октетов (в пределе, то есть в случае участия всех пяти d-орбиталей) преобразуется в правило 18 электронов. Поскольку в целом ряде случаев участие d-орбиталей в образовании химических связей у некоторых элементов остается спорным вопросом, возникает иллюзия невыполнения правила октетов. Классическими примерами выполнения правила 18 электронов являются молекулы Fe(CO)5, Ni(CO)4, Co2(СО)8, Fe(C5H5)2 (ферроцен)и многие другие.

Таким образом, главным в правиле октетов Льюиса является не число 8 (или 18), а обобщение электронов как основа образования ковалентной химической связи[прояснить], и приближение за счет этого к электронной конфигурации инертного газа — восьмиэлектронной или восемнадцатиэлектронной.

## История
В конце XIX века стало известно, что координационные структуры формируются атомами или молекулами таким образом, чтобы максимально удовлетворить валентность задействованных атомов. В 1893 Альфред Вернер показал, что число атомов или их групп, ассоциированных с центральным, часто равно 4 или 6, реже 8. В 1904 году Ричард Абегг сформулировал правило (известное как правило Абегга), утверждавшее, что максимальная разница между положительной и отрицательной валентностью элемента часто равна 8. Используя его Гилберт Ньютон Льюис в 1916 году записал правило октета для своей теории кубического атома.

## Обзор
Валентная оболочка элемента полна и наиболее устойчива, если содержит 8 электронов (что является причиной низкой химической активности благородных газов).